# Sowjetarmee-Pokal 1978/79
Der Sowjetarmee-Pokal 1978/79 war die 39. Austragung des Pokalwettbewerbs im Fußball in Bulgarien. Pokalsieger wurde Lewski-Spartak Sofia. Das Team setzte sich im Finale gegen DFS Beroe Stara Sagora durch. Da Lewski-Spartak durch den Meistertitel bereits für den Europapokal der Landesmeister qualifiziert war, nahm der unterlegene Finalist am Pokalsiegerwettbewerb teil.

## Modus
Alle Begegnungen wurden in einem Spiel ausgetragen. Bei unentschiedenem Ausgang gab es eine Verlängerung von zweimal 15 Minuten und gegebenenfalls ein Elfmeterschießen.

## Teilnehmer
| A Grupa (15) | B Grupa (40) | B Grupa (40) | W Grupa (8) |
| --- | --- | --- | --- |
| - Akademik Sofia - DFS Beroe Stara Sagora - FC Botew Wraza - DFS Chaskowo - Lewski-Spartak Sofia - DFS Lokomotive Plowdiw - Lokomotive Sofia - DFS Marek Stanke Dimitrow - DFS Pirin Blagoewgrad - ZSK Slawia Sofia - DFS Sliwen (gesperrt) - DFS Spartak Plewen - AFD Trakia Plowdiw - FC Tschernomorez Burgas - Tscherno More Warna - ZSKA Septemwrijsko sname Sofia | 000Gruppe Nord - SFD Akademik Swischtow - FC Bdin Widin - Benkowski Isperich - DFS Christo Karpatschew Lowetsch - Dimitar Watew Beloslaw - Dobrudscha Tolbuchin - FC Dunaw Russe - Etar Weliko Tarnowo - FK Gigant Belene - Jantra Gabrowo - Lok Gorna Orjachowiza - Ludogorez Rasgrad - Rakowski Sewliewo - Septemwrijska Slawa Michailowgrad - Panajot Wolow Schumen - ZSK Spartak Warna - Swetkawiza Targowischte - Tschawdar Trojan - Tscherweno sname Pawlikeni - Wetschwoj Elena | 000Gruppe Süd - Assenowez Assenowgrad - FC Balkan Botewgrad - Belasiza Petritsch - Benkowski Pasardschik - FK Botew Ichtiman - FC Dimitrowgrad - Jaworow Tschirpan - Mariza Plowdiw - Minjor Buchowo - Minjor Pernik - Nikolaj Laskow Jambol - Rodopa Smoljan - Rosowa Dolina Kasanlak - FK Sliwnischki Geroj Sliwniza - Torpedo Karlowo - Trakia Nowi Kritschim - FK Tschepinez Welingrad - Tschernomorez Nessebar - Welbaschd Kjustendil - Wichren Sandanski | - Arda Kardschali - Benkowski Tetewen - FK Dewnja - FK Lewski - Lokomotive Russe - Minjor Bobow Dol - Minjor Radnewo - Sportist Kremikowzi |

## 1. Runde
| Datum      |                                   | Ergebnis              |                                |
| ---------- | --------------------------------- | --------------------- | ------------------------------ |
| 10.12.1978 | Minjor Radnewo                    | 4:1                   | Rosowa Dolina Kasanlak         |
| 10.12.1978 | Lewski-Spartak Sofia              | 2:1                   | FK Tschepinez Welingrad        |
| 10.12.1978 | DFS Christo Karpatschew Lowetsch  | 5:1                   | Belasiza Petritsch             |
| 10.12.1978 | Akademik Sofia                    | 2:1                   | Benkowski Isperich             |
| 10.12.1978 | SFD Akademik Swischtow            | 5:1                   | Wetschwoj Elena                |
| 10.12.1978 | Mariza Plowdiw                    | 1:1 n. V. (4:5 i. E.) | FC Tschernomorez Burgas        |
| 10.12.1978 | Jaworow Tschirpan                 | 6:1                   | Rodopa Smoljan                 |
| 10.12.1978 | DFS Chaskowo                      | 3:1                   | Ludogorez Rasgrad              |
| 10.12.1978 | Welbaschd Kjustendil              | 3:1                   | Arda Kardschali                |
| 10.12.1978 | Minjor Pernik                     | 7:3                   | FK Sliwnischki Geroj Sliwniza  |
| 10.12.1978 | Trakia Nowi Kritschim             | 2:5                   | ZSKA Septemwrijsko sname Sofia |
| 10.12.1978 | Swetkawiza Targowischte           | 1:1 n. V. (4:5 i. E.) | Benkowski Pasardschik          |
| 10.12.1978 | Benkowski Tetewen                 | 2:3 n. V.             | AFD Trakia Plowdiw             |
| 10.12.1978 | FK Dewnja                         | 0:5                   | Tscherno More Warna            |
| 10.12.1978 | Sportist Kremikowzi               | 3:0                   | Tschernomorez Nessebar         |
| 10.12.1978 | Septemwrijska Slawa Michailowgrad | 4:2 n. V.             | Torpedo Karlowo                |
| 10.12.1978 | Tscherweno sname Pawlikeni        | 2:4                   | FC Dimitrowgrad                |
| 10.12.1978 | FC Dunaw Russe                    | 0:2                   | ZSK Slawia Sofia               |
| 10.12.1978 | FK Botew Ichtiman                 | 2:1                   | FC Bdin Widin                  |
| 10.12.1978 | DFS Pirin Blagoewgrad             | 7:1                   | FK Gigant Belene               |
| 10.12.1978 | Assenowez Assenowgrad             | 2:0                   | Etar Weliko Tarnowo            |
| 10.12.1978 | Dimitar Watew Beloslaw            | 4:2                   | Minjor Bobow Dol               |
| 10.12.1978 | Tschawdar Trojan                  | 2:0                   | Rakowski Sewliewo              |
| 10.12.1978 | Wichren Sandanski                 | 0:0 n. V. (4:1 i. E.) | DFS Spartak Plewen             |
| 10.12.1978 | Jantra Gabrowo                    | 3:1                   | FK Lewski                      |
| 10.12.1978 | FC Balkan Botewgrad               | 2:2 n. V. (3:4 i. E.) | FC Botew Wraza                 |
| 10.12.1978 | DFS Beroe Stara Sagora            | 2:0                   | Dobrudscha Tolbuchin           |
| 10.12.1978 | ZSK Spartak Warna                 | 2:0                   | Lok Gorna Orjachowiza          |
| 10.12.1978 | Lokomotive Sofia                  | 1:0                   | Nikolaj Laskow Jambol          |
| 10.12.1978 | DFS Lokomotive Plowdiw            | 3:1 n. V.             | Minjor Buchowo                 |
| 10.12.1978 | Lokomotive Russe                  | 3:1                   | Panajot Wolow Schumen          |
|            | DFS Marek Stanke Dimitrow         | Freilos               |                                |

## 2. Runde
| Datum      |                           | Ergebnis  |                                   |
| ---------- | ------------------------- | --------- | --------------------------------- |
| 16.12.1978 | Minjor Radnewo            | 0:1       | Lokomotive Sofia                  |
| 16.12.1978 | Lewski-Spartak Sofia      | 2:0       | DFS Christo Karpatschew Lowetsch  |
| 16.12.1978 | Akademik Sofia            | 6:1       | Lokomotive Russe                  |
| 16.12.1978 | SFD Akademik Swischtow    | 2:1       | DFS Lokomotive Plowdiw            |
| 16.12.1978 | FC Tschernomorez Burgas   | 3:1       | Jaworow Tschirpan                 |
| 16.12.1978 | DFS Chaskowo              | 4:1       | Welbaschd Kjustendil              |
| 16.12.1978 | Minjor Pernik             | 1:2       | ZSKA Septemwrijsko sname Sofia    |
| 16.12.1978 | Benkowski Pasardschik     | 2:1       | AFD Trakia Plowdiw                |
| 16.12.1978 | Tscherno More Warna       | 4:2       | Sportist Kremikowzi               |
| 16.12.1978 | DFS Marek Stanke Dimitrow | 3:1       | Septemwrijska Slawa Michailowgrad |
| 16.12.1978 | FC Dimitrowgrad           | 1:4       | ZSK Slawia Sofia                  |
| 16.12.1978 | FK Botew Ichtiman         | 2:1       | DFS Pirin Blagoewgrad             |
| 16.12.1978 | DFS Beroe Stara Sagora    | 2:0       | ZSK Spartak Warna                 |
| 16.12.1978 | Assenowez Assenowgrad     | 4:1       | Dimitar Watew Beloslaw            |
| 16.12.1978 | Tschawdar Trojan          | 4:2 n. V. | Wichren Sandanski                 |
| 16.12.1978 | Jantra Gabrowo            | 1:2       | FC Botew Wraza                    |

## Achtelfinale
| Datum      |                                | Ergebnis              |                           |
| ---------- | ------------------------------ | --------------------- | ------------------------- |
| 23.12.1978 | Tscherno More Warna            | 0:1                   | DFS Marek Stanke Dimitrow |
| 23.12.1978 | Lokomotive Sofia               | 0:1                   | Lewski-Spartak Sofia      |
| 23.12.1978 | ZSK Slawia Sofia               | 2:1                   | FK Botew Ichtiman         |
| 23.12.1978 | FC Botew Wraza                 | 2:4                   | DFS Beroe Stara Sagora    |
| 23.12.1978 | ZSKA Septemwrijsko sname Sofia | 3:1                   | Benkowski Pasardschik     |
| 23.12.1978 | Akademik Sofia                 | 1:1 n. V. (5:4 i. E.) | SFD Akademik Swischtow    |
| 23.12.1978 | FC Tschernomorez Burgas        | 2:2 n. V. (2:3 i. E.) | DFS Chaskowo              |
| 23.12.1978 | Assenowez Assenowgrad          | 1:1 n. V. (1:3 i. E.) | Tschawdar Trojan          |

## Viertelfinale
| Datum      |                           | Ergebnis              |                                |
| ---------- | ------------------------- | --------------------- | ------------------------------ |
| 03.02.1979 | Lewski-Spartak Sofia      | 2:0                   | Akademik Sofia                 |
| 03.02.1979 | Tschawdar Trojan          | 0:2                   | DFS Beroe Stara Sagora         |
| 03.02.1979 | DFS Chaskowo              | 0:1                   | ZSKA Septemwrijsko sname Sofia |
| 03.02.1979 | DFS Marek Stanke Dimitrow | 1:1 n. V. (5:4 i. E.) | ZSK Slawia Sofia               |

## Halbfinale
| Datum      |                        | Ergebnis  |                                |
| ---------- | ---------------------- | --------- | ------------------------------ |
| 04.04.1979 | Lewski-Spartak Sofia   | 2:1       | ZSKA Septemwrijsko sname Sofia |
| 04.04.1979 | DFS Beroe Stara Sagora | 3:2 n. V. | DFS Marek Stanke Dimitrow      |

## Finale
| Paarung                | Lewski-Spartak Sofia – DFS Beroe Stara Sagora |
| Ergebnis               | 4:1 (1:1) |
| Datum                  | 23. Mai 1979 |
| Stadion                | Wassil-Lewski-Stadion, Sofia |
| Zuschauer              | 40.000 |
| Schiedsrichter         | Anatoli Kadetow ( Sowjetunion) |
| Tore                   | 0:1 Georgi Stojanow (29.) 1:1 Pawel Panow (30.) 2:1 Russi Gotschew (47.) 3:1 Pawel Panow (60.) 4:1 Pawel Panow (68.) |
| Lewski-Spartak Sofia   | Tomas Laftschis – Plamen Nikolow, Iwan Tischanski, Stefan Aladschow, Nikolaj Grantscharow – Todor Barsow, Branimir Kotschew, Krassimir Borissow – Wojn Wojnow (46. Anton Milkow), Russi Gotschew, Pawel Panow (70. Wladimir Nikoltschew) Cheftrainer: Iwan Wuzow |
| DFS Beroe Stara Sagora | Todor Krastew (64. Kosta Kostow) – Christo Beltschew, Tenjo Mintschew, Georgi Georgiew, Kantscho Kascherow – Georgi Stojanow, Plamen Lipenski, Minko Topusakow – Tanjo Petrow, Petko Petkow , Stojtscho Mladenow (64. Mitko Nikolow) Cheftrainer: Iwan Tanew     |